# جون ليس (مغني)
جون ليس (بالإنجليزية: John Lees)‏ هو عازف قيثارة وموسيقي ومغن مؤلف ومغني وكاتب أغاني بريطاني، ولد في 13 يناير 1947 في أولدهام في المملكة المتحدة.

## وصلات خارجية
- جون ليس على موقع ميوزك برينز (الإنجليزية)
- جون ليس على موقع أول ميوزيك (الإنجليزية)
- جون ليس على موقع ديسكوغز (الإنجليزية)